# Valy u Bělčic
Valy u Bělčic jsou pozůstatkem čtyřúhelníkového ohrazeného areálu z období laténské kultury. Archeologická lokalita se nachází západně od města Bělčice v okrese Strakonice v Jihočeském kraji.

## Historie
Lokalita byla objevena v roce 1986. Roku 1988 proběhl archeologický výzkum, který doložil pravěký původ valů a vyvrátil hypotézu, že jsou pozůstatkem polního opevnění z doby třicetileté války, které měl osobně navštívit král Fridrich Falcký.
Typologicky lokalita patří mezi objekty typu Viereckschanze, které jsou  známé především z oblasti Bavorska a v menším měřítku také z Čech. Někdy bývají označovány jako keltské valy. Tvoří je čtvercové nebo obdélníkové areály ohrazené valy zpravidla bez vnitřní konstrukce a příkopy na vnější straně. Původně byly považovány za kultovní areály, ale později převládl názor, že se jedná o druh sídliště z doby laténské.
Ohrazení u Bělčic existovalo v mladší až pozdní době laténské. S areálem souvisí laténské osídlení doložené za silnicí jižně od ohrazení v blízkosti Závišínského potoka.

## Stavební podoba
Lokalita se nachází jihovýchodně od vrcholu vrchu Budín (536 metrů). Ohrazený areál má půdorys s rozměry 107 × 101 metrů. Valy se dochovaly na jižní a západní straně, zatímco na zbývajících dvou byly zničeny orbou. Na západní straně dosahuje dochovaný val výšky až tři metry. Objekty uvnitř ohrazení jsou patrné pouze v podobě vegetačních příznaků.